# Ґала Ґалактіон
Ґала Ґалактіон, Ґриґоре Пішкулеску (рум. Gala Galaction, *16 квітня 1879 р., Дідешті (нині румунський жудець Телеорман в регіоні Волощина) — †8 березня 1961 р., м. Бухарест) — священник Православної церкви Румунії, теолог, письменник, есеїст, журналіст і громадський діяч. Академік Румунської Академії наук (1947). Депутат Великих Національних зборів Румунської Народної Республіки (1948-1952).
Перший перекладач Біблії на сучасну румунську мову.

## Життєпис
Народився в родині багатого селянина-орендаря, онук священника. У 1890-1898 навчався на богословському факультеті колегії Святого Сави в Бухаресті. Потім студіював філософію в Бухарестському університеті, отримав вчений ступінь з теології в Чернівецькому університеті.
Як учень Константина Доброджану-Ґеря, зазнав впливу марксизму.
У 1922 прийняв сан священника, а в 1926 став професором богослов'я і вивчення Нового Завіту училища богослов'я при Кишинівському університеті. Був його деканом в 1928-1930.
У 1936 був звинувачений у зв'язках з Комінтерном.
Після звільнення Румунії в 1944 виступав на захист миру, демократії й соціалізму. Всупереч духові часу, був пропагандистом терпимості у відношенні до єврейського меншини в Румунії.
Обирався в 1947 віце-президентом Спілки письменників Румунії, почесним членом Румунської Академії в 1948, а також був обраний на депутата парламенту Румунії (1946-1948).
Лауреат кількох премій Румунської Народної Республіки, нагороджений Орденом Праці I ступеня (1954).

## Творчість
Ще в дитинстві долучився до румунського фольклору.
У студентські роки почав проявляти інтерес до літератури, деякий час перебував під впливом ідей Жозефа Пеладана, французького поета-окультиста.
Дебютував в 1900 з повістю «Млин Каліфара», зловісної історією на тему демонічних спокус. Однак, зростаючий інтерес до православ'я привів його до відмови від літератури на наступні десять років.
Наступні ранні повісті на історичні та фольклорні сюжети тепер пройняті християнською мораллю («Біля річки Водіслави», 1910, «Церквушка в Резоаре», 1914, «Дзвони монастиря Нямцу», 1916). У 1914 опублікував збірку оповідань «La Vulturi!», Що став одним з його найвідоміших літературних творів, нагороджений в 1915 премією Румунської академії.
У романах «Роксана» (1931), «Доктор Тайфун» (1933) критикував буржуазне суспільство, поєднуючи критику з проповіддю християнського аскетизму.
Автор кількох наукових досліджень, статей і коментарів до Нового Заповіту, здійснив знаменитий переклад на румунську «Венеціанського купця» Шекспіра (переклад опубліковано 1955 року у 2-му томі зібрання творів Шекспіра).